# S.H.E

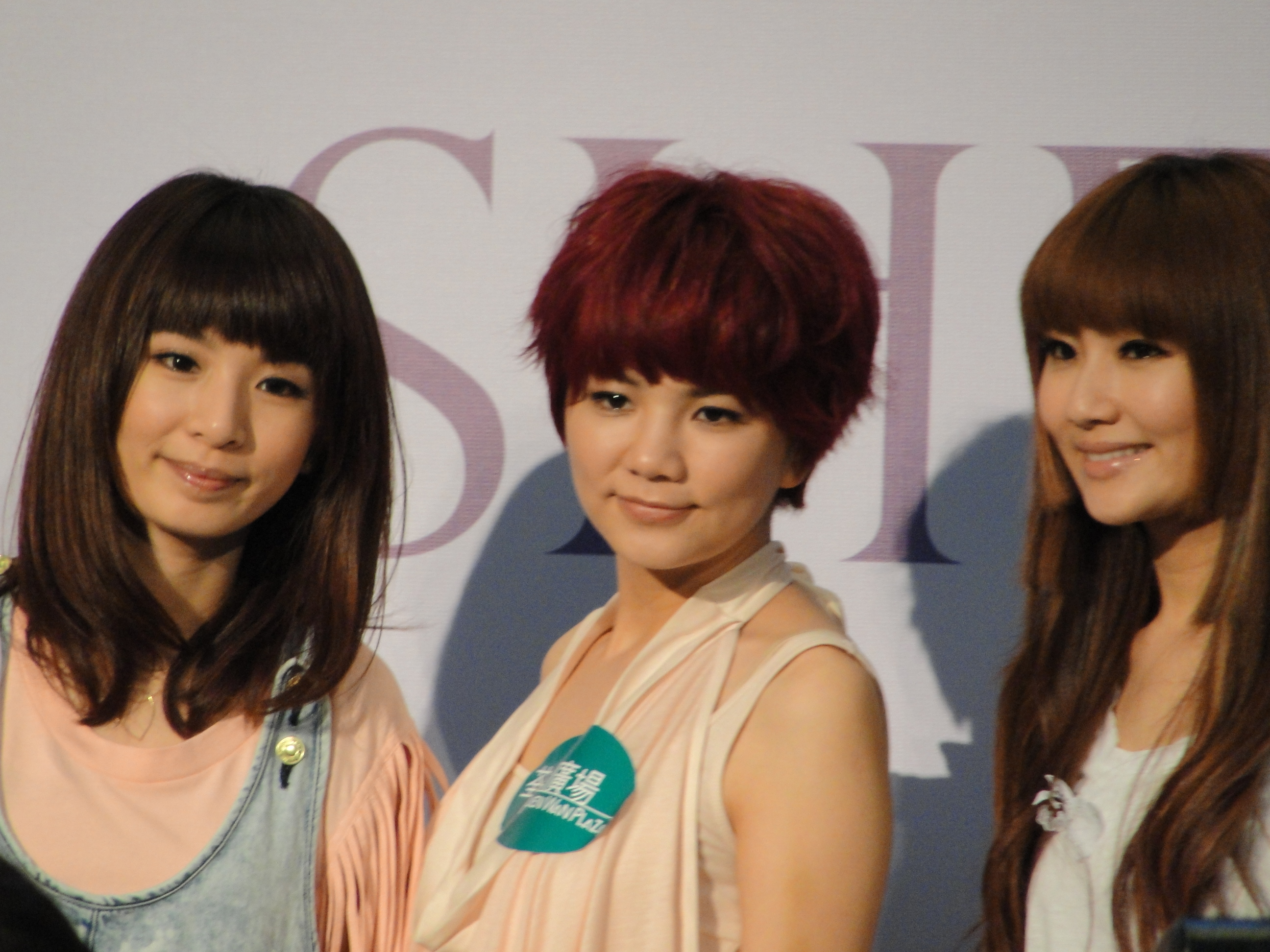
左からヒビ、エラ、セリナ（2010年、香港）

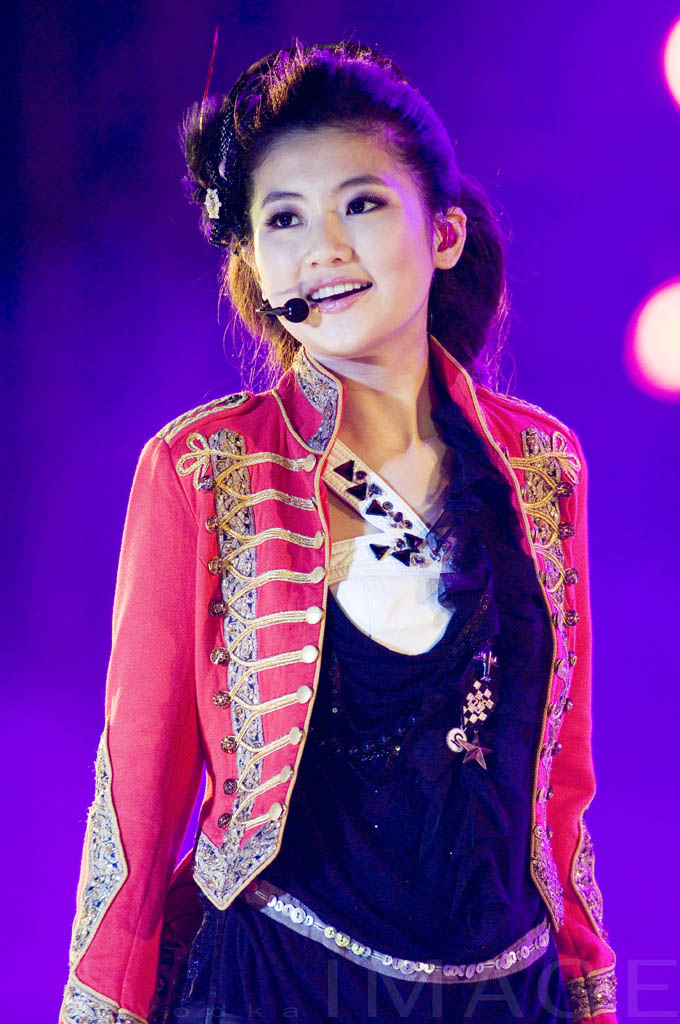
セリナ（任家萱）

S.H.E（エスエイチイー）は、台湾のアイドルユニット。
結成以来、精力的に音楽活動を実施してきたほか、高視聴率を誇るバラエティ番組「我猜我猜我猜猜猜」など、司会の経験もあり、幅広い活躍範囲を誇る文字通りの台湾アイドルグループである。

## 来歴
「宇宙2000實力美少女選拔」（新人女性歌手発掘オーディション）で選ばれたセリーナ（Selina）、ヒビ（Hebe）、エラ（Ella）の三人の頭文字をとってS.H.Eと名付けられ、2001年の9月11日から活動を開始。
2003年11月12日には「ビジット・ジャパン・キャンペーン台湾」親善大使の任命式のために来日した（怪我の療養中だったエラを除く）。
2006年11月6日にはパシフィコ横浜国立大ホールで開催された「中華年記念音楽祭」に出演。これは日本での最初の公式コンサートとなった。
2018年9月30日、デビュー以来所属していた華研国際音楽を離籍し、それぞれが設立した新会社に移籍した。

## メンバー

### セリナ
任家萱 (セリナ Selina): 1981年10月31日台北市出身。身長163cm、体重45kg。
S.H.Eでは、ボーカルとしては中音を、キャラクターとしては「きれいで優しいお姉さん」役を担当。シルクの様な繊細な高音ボーカルが特長で、ハーモニーでは常にトップの音を唱っている。
北一女（超名門台北市立第一女子高級中学＝旧・台北第一高等女学校）から師範大学公訓系という、台北エリート路線を歩んだ（籍貫は台湾台北）。大学の卒業は、デビュー後。
趣味はビーズ手芸。自らの作成した作品例と作り方を多数記述した「愛的小珠珠」という著作を出版した。
父親が「我的女兒是偶像(私の娘はアイドル)」という著書を書いている。
お忍びでの日本での買い物が好きな彼女。来日の際は必ず吉野家に寄り、なぜかカレーを食べると言う。「米国牛肉問題終結後、どうするつもりなのか」というファンの心配も台湾のネット上でよく見かけられる。
中国歌手である韓庚との熱愛報道が流れたが、Selina本人は「仲の良い親友」と熱愛を否定している。
2010年10月22日、上海でのドラマ撮影で全身54％の火傷を負った。翌11年１月19日、退院が決まった。
2011年10月31日、やけど事故を乗り越えて、弁護士である台湾人男性と結婚したが、2016年3月4日、自身のfacebookで離婚を発表。

### ヒビ
田馥甄 (ヒビ Hebe): 1983年3月30日新竹県出身。身長162cm、体重43kg。
S.H.Eでは、ボーカルとしては高音から中音を、キャラクターとしては「快活ながらミステリアスな一面のある妹」役を担当。華やかで音量豊富な高中音ボーカルが特長で、歌い方もきわめてメロディック。アドリブ気味のソロパートは、ほとんどHebeが担当。
新竹湖口中学（高中部）の卒業。本人曰く、純正の新竹客家人とのこと。
台湾マスコミでは、周杰倫（ジェイ・チョウ）と交際しているとの噂がよく流れる(JH愛)。本人は「仲のいい友達だが、誕生日のプレゼントすらもらえない」と言っている。台湾では「周杰倫との交際の噂」は、たとえまったく根も葉も無いとしても、超一流アイドルと見なされている証ではある。
2010年、ソロアルバム『To Hebe』をリリース。
2011年、セカンドアルバム『My Love』をリリースした。
2013年、個人の三枚目の新アルバム『渺小（INSIGNIFICANCE）』（ミャオシャオ、「ちっぽけさ」という意味合い）をリリース。
2016年、個人のアルバム『日常』をリリースした。

### エラ
陳嘉樺 (エラ Ella): 1981年6月18日屏東県出身。身長163cm、体重48kg。
S.H.Eでは、ボーカルとしては低音を、キャラクターとしては「力強く中性的なお姉さん」役。しっかりした中低音ボーカルが特長で、ハーモニーでは常にベースの音を歌っている。また、ラップ部分を担当している。
本人曰く、屏東客家人。そのため、サイン会で「13首歌（曲）」を思わず客家語でいってしまってあとで標準語の北京語に言い直したことがある。
ドラマでの主演女優としての経歴も着実に積みつつある。「真命天女」で2006年金鐘奨・ドラマ部門最優秀主演女優賞にノミネートされた他、『花様少年少女』などでの演技も好評を博している。2012年1月26日に、マレーシア籍の男性と結婚することを発表し、2012年5月5日結婚。
2015年、ソロアルバム『Why Not』をリリースした。2016年3月13日、映画『缺角一族（邦題：欠けてる一族）』で、第11回大阪アジアン映画祭の薬師真珠賞（最も輝きを放っていると評価された俳優）を獲得した。2017年4月に男児誕生。

## ディスコグラフィー

### アルバム
2001年のデビュー以来、11 枚のアルバムを発行した。うち 2 枚は、ベストアルバムである。
- 女生宿舍 (2001年9月11日発行)

1. 戀人未滿
2. Beauty Up My Life
3. 冰箱
4. H.B.O
5. Too Much
6. 妳還好不好
7. 替我愛你
8. 他就是他
9. 別
10. 忘記把你忘記

- 青春株式會社 (2002年1月29日発行)

1. Remember
2. Belief
3. 幸福留言
4. 給我多一點
5. 熱帶雨林
6. 記得要忘記
7. 圍巾
8. 愛我的資格
9. 催眠術
10. I've Never Been to Me

- 美麗新世界 (2002年8月3日発行)

1. 美麗新世界
2. 愛呢
3. Watch Me Shine
4. 你快樂我隨意
5. 愛情的海洋
6. 無可取代
7. Yes I Love You
8. Nothing Ever Changes
9. Woman in Love
10. 魔力

- Together 新歌+精選 (2003年1月23日発行)

1. Always on My Mind (新曲)
2. 白色戀歌 (新曲)
3. 天使在唱歌 (新曲)
4. 我和幸福有約定 (新曲)
5. Beauty up My Life
6. 戀人未滿
7. 美麗新世界
8. 熱帶雨林
9. Remember
10. 愛呢
11. Belief
12. Watch Me Shine
13. 冰箱
14. 妳還好不好
15. 愛情的海洋
16. 愛我的資格

- Super Star (2003年8月22日発行)

1. Super Star
2. 遠方
3. 北歐神話
4. 半糖主義
5. 河濱公園
6. I.O.I.O
7. 長相思
8. 落大雨
9. 夏天的微笑
10. 你太誠實

- 奇幻旅程 (2004年2月6日発行)

1. 波斯貓
2. 十面埋伏
3. 他還是不懂
4. Only Lonely
5. 找不到
6. 五天四夜
7. 安全感
8. Never Mind
9. 茱羅紀
10. 一起開始的旅程

- Encore (2004年11月12日発行)

1. 候鳥
2. 痛快
3. 別說對不起
4. 我愛你
5. 鬥牛士之歌
6. 對號入座
7. 金鐘罩鐵布衫
8. 大女人主義
9. 不在場
10. 保持微笑

- 不想長大 (2005年11月25日発行)

1. 不想長大
2. Super Model
3. 不作你的朋友
4. 天灰
5. 月桂女神
6. 綠洲 (緑洲)
7. 謝謝你讓我愛過你
8. 好人有好抱
9. 神槍手
10. 星星之火

- FOREVER 新歌+精選 (2006年7月21日発行)

1. 觸電 (触電、新曲)
2. Ring Ring Ring (新曲)
3. 我們怎麼了  (新曲)
4. 紫藤花 (新曲)
5. Goodbye My Love (新曲)
6. Super Star
7. 天灰
8. 獨唱情歌
9. 花都開好了
10. I.O.I.O
11. 候鳥
12. 不想長大
13. 波斯貓
14. 他還是不懂
15. 星光
16. 一眼萬年
17. 月桂女神
18. 痛快

- Play (2007年5月11日発行)

1. 中國話
2. 謝謝你的溫柔
3. 聽袁惟仁彈吉他
4. 五月天
5. 藉口
6. Boom
7. 再別康橋
8. 倫敦大橋垮下來
9. 說你愛我
10. 好心情 Just Be Yourself
11. 老婆

- 我的電台 FM S.H.E (2008年9月23日発行)

1. 早安您好
2. 我愛煩惱
3. 宇宙小姐
4. 沿海公路的出口
5. 天亮了
6. 比你賤
7. 喜碧夫人時間
8. 女孩當自強
9. 安靜了
10. 我是火星人
11. 612星球
12. 店小二
13. 熬夜DJ
14. 月光手札
15. 酸甜

- SHERO (2010年3月26日発行)

1. SHERO(2010臺北國際花卉博覽會指定主題曲)
2. 如果你是女孩
3. 我愛雨夜花
4. 兩個人的荒島 (Duet with周定緯)
5. 少了一個人
6. 收留我
7. 超可能
8. 愛上你 (電視劇「就想賴著妳」片尾曲)
9. 你不會
10. 愛就對了

- 花又開好了 (2012年11月16日発行)

1. 迫不及待
2. 花又開好了
3. 不說再見
4. 心還是熱的
5. 親愛的樹洞
6. 還我
7. 明天的自己
8. 那時候的樹
9. 像女孩的女人
10. 後來後來

### TVサントラ盤
- 2003年「薔薇之戀」テレビサントラ
  - 《花都開好了》収録
- 2005年「真命天女」テレビサントラ
  - 《星光》（S.H.E）収録
  - 《管不著》（Selina）収録
  - 《摩天輪》（Hebe）収録
  - 《只是當時》（Ella）収録
- 2006年「天外飛仙」テレビサントラ
  - 《一眼萬年》収録
- 2006年「東方茱麗葉」テレビサントラ

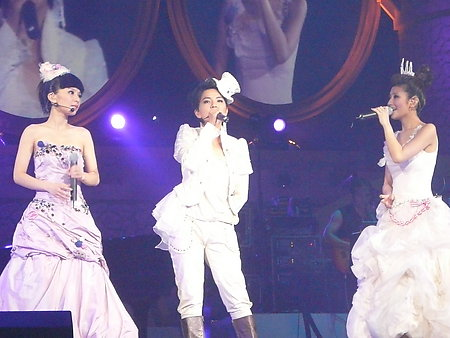
Perfect 3 World Tourの3人
（2006年、香港）

  - 《只對你有感覺》（Hebe&飛輪海）収録
- 2006年「花様少年少女」テレビサントラ
  - 《怎麼辦》収録
- 2007年「鬥牛,要不要」テレビサントラ
  - 《最近還好嗎》収録
  - 《愛來過》収録
  - 《來不及》（Hebe）収録

### 書籍
- 2001年 《半熟卵女生宿舍》
- 2002年 《S.H.E真青春》（S.H.E真青春─So Young！寫真書）
- 2003年 《2003 Celeration Calendar》
- 2003年 《S.H.E時光日記簿》
- 2004年 《S.H.E跟我一起去旅行》
- 2004年 《S.H.E瘋狂大作戰第1彈》
- 2006年 《愛的小珠珠》（Selina作品）
- 2008年 《S.H.E瘋狂大作戰第2彈》
- 2009年 《愛的3溫暖》

### DVD
- 2005年 奇幻樂園台北演唱會
- 2005年 不想長大影音館
- 2007年 2006移動城堡演唱會LIVE@H.K
- 2007年 PLAY影音館
- 2011年 愛而為一演唱會影音館

## 出演

### ドラマ
- 2001年 愛情大魔咒(陳嘉樺、田馥甄)
- 2002年 薔薇のために(陳嘉樺主演)(特別出演：任家萱,田馥甄)
- 2004年 求婚事務所-《第一篇─麻雀變鳳凰》(田馥甄主演)
- 2005年 真命天女(全メンバー)
- 2006年 花ざかりの君たちへ(陳嘉樺主演)
- 2007年 スウィートラブ・シューター(田馥甄主演)
- 2010年 君には絶対恋してない!〜Down with Love(陳嘉樺主演)
- 2014年 謊言遊戲(陳嘉樺主演)
- 2014年 河畔卿卿(陳嘉樺)
- 2015年 幸せが聴こえる(任家萱)

### 映画
- 2004年 冒牌天皇
- 2004年 歡樂幸運草
- 2010年予定 必殺技(陳嘉樺主演)
- 2012年 新天生一對(陳嘉樺主演)
- 2012年 女孩壞壞(陳嘉樺主演)
- 2015年 吉星高照2015(陳嘉樺)
- 2015年 缺角一族(陳嘉樺主演)

### バラエティ番組
- 我猜我猜我猜猜猜（2002年2月-2002年7月）
- 快樂星期天（2003年）
- 我猜我猜我猜猜（Selina&Hebe）（2007年1月-7月）

## コンサート
- 2004年9月4日　台湾・台北：台北市立体育場
- 2004年10月30日　中国・上海：上海虹口足球場
- 2004年11月6日　マレーシア・クアラルンプール：ブキット・ジャリル国立競技場
- 2004年12月25日　アメリカ合衆国・ラスベガス：MGMグランド・ガーデン・アリーナ
- 2005年1月8日　シンガポール・シンガポール・インドア・スタジアム
- 2005年1月15日　中国・広州：天河体育中心体育場
- 2005年9月23日　中国・北京：北京工人体育場
- 2005年9月25日　中国・西安：陝西省体育場
- 2005年11月12日　中国・南京：南京奥林匹克体育中心
- 2006年1月7日　マレーシア・ゲンティンハイランド：アリーナ・オブ・スターズ

- 2006年7月8日　中国・上海：上海体育場
- 2006年7月13日　香港・香港コロシアム
- 2006年10月14日　中国・瀋陽：瀋陽五里河体育場
- 2006年10月21日　中国・武漢：武漢体育中心
- 2006年11月11日　中国・深圳：深圳体育場
- 2006年12月16日　台湾・台北：台北アリーナ
- 2007年1月27日　シンガポール・シンガポール・インドア・スタジアム
- 2007年9月1日　中国・北京：国家オリンピックスポーツセンター
- 2007年10月13日　中国・長沙：賀竜体育中心
- 2007年11月10日  中国・珠海：珠海体育場
- 2007年12月1日　マレーシア・クアラルンプール：ムルデカ・スタジアム
- 2009年6月20日  マカオ・コタイ・アリーナ

- 2009年10月16日,17日　香港・香港コロシアム
- 2009年10月31日　中国・上海：上海体育場
- 2010年3月6日　マレーシア・クアラルンプール：ブキット・ジャリル国立競技場
- 2010年4月10日　中国・洛陽市：洛陽新区体育場
- 2010年4月17日　シンガポール・シンガポール・インドア・スタジアム
- 2010年5月29日　台湾・台北：台北アリーナ
- 2010年6月26日　中国・北京：北京首都体育館
- 2010年7月17日　中国・マカオ：コタイ・アリーナ
- 2010年8月1日　中国・フフホト市：フフホト体育場
- 2010年8月14日　中国・成都：成都市体育中心
- 2010年9月17日　オーストラリア・シドニー：シドニー・エンターテイメント・センター

- 2013年6月22日,23日　台湾・台北：台北アリーナ
- 2013年6月29日　中国・マカオ：コタイ・アリーナ
- 2013年7月13日　中国・上海：上海万博文化センター
- 2013年7月20日　マレーシア・クアラルンプール：プトラ・インドア・スタジアム
- 2013年8月10日　中国・広州：広州体育館
- 2013年8月31日　中国・成都：四川省体育館
- 2013年9月7日　中国・南京：南京奥林匹克体育中心
- 2013年9月13日　中国・北京：北京首都体育館
- 2013年10月12日,13日,14日　香港・香港コロシアム
- 2013年10月20日　中国・天津：天津体育中心
- 2013年10月26日　シンガポール・シンガポール・インドア・スタジアム
- 2014年5月17日　中国・深圳：深圳湾体育中心
- 2014年5月31日　中国・武漢：武漢体育中心
- 2014年7月12日　中国・上海：上海万博文化センター
- 2014年7月19日　台湾・高雄：高雄アリーナ
- 2014年8月2日　中国・北京：マスタカードセンター
- 2014年8月9日,10日　台湾・台北：台北アリーナ
- 2014年8月23日 中国・広州：広州国際体育演芸中心